# دستین دنیل کرتون
داستین دنیل کرتون (به انگلیسی:Destin Daniel Cretton)(زادهٔ ۲۳ نوامبر ۱۹۷۸)،فیلم‌نامه‌نویس، کارگردان، تهیه‌کننده و تدوینگر آمریکایی است. کرتون بیشتر برای نویسندگی و کارگردانی فیلم تحسین‌شده بخش کوتاه‌مدت شماره ۱۲ شناخته شده‌است.از آثار دیگر او می توان به فقط رحمت (۲۰۱۹) اشاره کرد.

## از آغاز تا اکنون
دستین دنیل کرتون در آخرین روزهای نوامبر ۱۹۷۸ در هایکو هاوایی واقع در جزیره مائوئی به دنیا آمد. او تا ۱۹ سالگی در همین مکان زندگی می‌کرد اما برای ادامه تحصیل به جنوب کالیفرنیا و سن دیگو سفر کرد. بعد از پایان دانشگاه، مدتی در یکی از خانه‌های گروهی که نوجوانان خطرناک یا آسیب دیده از نظر روحی در آن نگهداری می‌شود مشغول به کار شد. کرتون ایده اولیه فیلم بخش کوتاه‌مدت شماره ۱۲ را بر پایه همین حضور دو ساله در خانه‌های گروهی نوشت. کرتون درس خود را ادامه داد و سرانجام از دانشگاه ایالتی سن دییگو فارغ‌التحصیل شد. او به عنوان پروژه پایان‌نامه خود فیلم‌نامه‌ای نوشت و نسخه کوتاه بخش کوتاه‌مدت شماره ۱۲ را ساخت با استقبال مواجه شد و جوایزی کسب کرد. در سال ۲۰۱۳، کرتون نسخه بلند این فیلم را با هنرنمایی بری لارسون در نقش اصلی ساخت که با تحسین گسترده منتقدان و تماشاگران همراه شد و او را به شهرت رساند.
کرتون با فیلم شانگ چی به دنیای سینمایی مارول پیوست.

## آثار
| آثار                     | سال  |
| ------------------------ | ---- |
| بخش کوتاه‌مدت شماره ۱۲    | ۲۰۱۳ |
| قصر شیشه ای              | ۲۰۱۷ |
| کلبه                     | ۲۰۱۷ |
| فقط رحمت                 | ۲۰۱۹ |
| شانگ-چی و افسانه ده حلقه | ۲۰۲۱ |